# Баетов, Аяз Батыркулович
Баетов Аяз Батыркулович (род. 20 декабря 1984, Фрунзе, Чуйская область, Киргизская ССР, СССР) — Министр юстиции Кыргызской Республики с 2021 года.
Директор Национального института стратегических инициатив при Президенте Кыргызской Республики (по совместительству), заместитель Председателя Кабинета Министров Кыргызской Республики (по вопросам повышения эффективности и дебюрократизации системы государственной службы).
Государственный советник юстиции 3 класса, Доктор юридических наук (сферы  специализации – вопросы международного, интеграционного и корпоративно-транзакционного права).

## Биография
Баетов Аяз Батыркулович родился 20 декабря 1984 года в городе Фрунзе, Киргизской ССР. Мастер спорта Кыргызской Республики (2005г.), Доктор юридических наук (2014г.), Государственный советник юстиции 3 класса (2022г.).

## Образование
- 2010—2011 гг. — магистрант в National Graduate Institute for Policy Studies (GRIPS) — Национальный институт политических наук (Токио, Япония). Магистр государственной политики (Master of Public Policy), стипендия программы ADB-Japan Scholarship Program, подготовка тезисов докторской диссертации по вопросам правовой интеграции.
- 2001—2006 гг. — очное обучение в Юридический институт Кыргызского Национального Университета имени Ж.Баласагына (Бишкек, Кыргызстан), Диплом с отличием.
- 2004—2005 гг. — студент по обмену в Санкт-Петербургский Государственный Университет (Санкт-Петербург, Россия).
- 2001—2007 гг. — заочное обучение в Институт менеджмента и экономики КГУСТА (Бишкек, Кыргызстан), Диплом с отличием.[5][6][7]

## Научная деятельность
2009-2015 гг.: докторантура, шифр 12.00.01 в КНУ (Кыргызстан). 
В 2015 году получил степень Доктора юридических наук, тема диссертации: “Правовая интеграция: международные-правовые аспекты”.
Научные стажировки:
- 01-06.2010 — Гарвардский Университет, Юридический факультет (FDFP, Visiting Scholar, подготовка тезисов докторской диссертации).
- 01-06.2008 — Гарвардский Университет, Юридический факультет (FDFP, Visiting Scholar, подготовка тезисов докторской диссертации).
- 2007 — Санкт-Петербургский Государственный Университет, стажировка (HESP, аспирантская стажировка).[6]

## Трудовая деятельность

### Государственная служба
- С 2021 года — Министр юстиции Кыргызской Республики.
- В 2023 году указом Президента Кыргызской Республики С.Н. Жапарова награжден ордена “Манас” III степени за активное участие в урегулировании спорной ситуации, связанной с проектом “Кумтор”.[8]
- 2018—2019 гг. — Директор Центра судебного представительства при Правительстве Кыргызской Республики.
- 2018 – эксперт Аппарат Правительства Кыргызской Республики.
- 2013—2014 гг. — Заведующий Международно-правовым отделом Аппарата Конституционной палаты Верховного суда Кыргызской Республики, офицер связи (liaison officer) Венецианской комиссии.
- 2011—2013 гг. — юрист, 3-й секретарь Министерства иностранных дел Кыргызской Республики.[2]

### Экспертная и педагогическая деятельность
- 2006—2021 гг. — Экспертная и аналитическая деятельность в ряде международных организаций.
- 2019—2021 гг. — Страновой директор программ ABA ROLI в Узбекистане.
- 2016—2018 гг. — Проректор, вице-президент, заведующий кафедрой Международного Университета Кыргызской Республики.
- 2008 - 2010, 2014 – 2018 —  Региональный координатор, Правовой советник Программ ABA ROLI по судебному мониторингу и реформе уголовного права для стран Центральной Азии.[4]

## Семья
Отец – Баетов Батыркул Исаевич, Доктор экономических наук, Заслуженный экономист Кыргызской Республики.
Мать - Эгембердиева Саламат Абдыжапаровна, сотрудник сферы энергетики.

## Публикации
Аяз Батыркулович является автором ряда научных работ (монографий, пособий и статей) по международному и национальному праву, опубликованных в Кыргызстане и за его пределами.